# نيكولاي كوندراتييف
نيكولاي كوندراتييف (بالروسية: Никола́й Дми́триевич Кондра́тьев) ‏(4 مارس 1892 - 17 سبتمبر 1938) هو اقتصادي روسي مشهور باكتشافه لدورات طويلة الأمد للديناميكا الاقتصادية العالمية (تساوي مدة كل من تلك الدورات أو الموجات بين 50 و60 سنة)، تعرف باسم دورات كوندراتييف.
سُجن في عام 1930، ولكنه استمر في نشر أعماله، إلى حدود 1938 حين أُعدم في المعتقلات السوفيتية خلال فترة التطهير الكبير.